# Реванш колисок
«Рева́нш коли́сок» (фр. «revanche des berceaux») — політика, спрямована на збільшення чисельності франкоканадського населення за рахунок підтримання високої народжуваності — у середньому 8—12 дітей на подружжя,— яка активно заохочувалася католицькою церквою в Канаді. Досягла найбільшої інтенсивності наприкінці XIX та у першій половині ХХ століть. Після Тихої революції у Квебеку та суспільних змін у решті Канади церква втратила вплив — і народжуваність серед франкоканадців різко впала.

## Історичні підстави
Після захоплення Англією Нової Франції (1759—1763), французька імміграція до Канади зупинилася. Натомість у країні оселилося чимало англомовних переселенців, більшість із них — протестанти: за їх рахунок число іммігрантів із Британських островів увесь час зростало — і ці британці без проблем інтегрувалися в нове канадське суспільство. Майже виключно католицькому франкоканадському населенню унаслідок нової імміграції грозило стати як національною, так і релігійною меншиною у власній країні — і, що гірш, навіть зазнати повної асиміляції.

## Мета
Найсміливіші франкоканадські націоналісти та священики мріяли про перетворення франкоканадського народу на панівний, що й складав би абсолютну більшість населення Канади: тоді б Канада, на їх думку, перетворилася на франкомовну католицьку країну. «Реванш колисок» ставив за мету зберегти франкоканадський етнос саме за рахунок збільшення його чисельності. Такий «реванш» повинен був не тільки запобігти асиміляції та протестантизації — а й посилити позиції франкомовного населення у політиці та інших сферах життя. Зате більш реалістично настроєні французи мали на меті по-простому утримання чисельного балансу між двома канадськими спільнотами — англо- і франкомовною.
Цим планам не судилося збутися: з однієї сторони англомовне населення весь час збільшувалося за рахунок іммігрантів, а з іншої — англійська мова, попри формальне рівноправ’я, залишалася панівною, до того ж англоканадці позаймали ключові позиції у політиці та економіці. А таки на Заході Канади у франкофонів навіть не було можливості зберігати свою мову та культуру — вони, подобалось їм те, чи ні, зазнавали поступової англізації.

## Роль римо-католицької церкви у «реванші колисок»
Оскільки більшість католицького духовенства Канади була французького походження, вони, як священики, хотіли причинитися до збільшення кількості католиків до максимуму — та одночасно «огородити» свою паству від протестантського впливу через англійську мову та культуру. Саме вони, як франкоканадці, намагалися захистити рідну мову й культуру. 
Як відомо, католицизм негативно ставиться до будь-яких спроб обмеження народжуваності. Але у французькій Канаді священики не просто боролися з такими, а й активно заохочували віруючих до збільшення потомства. Якщо подружжя мало менш ніж 8 дітей, місцевий священик часто радив батькам «виправитися» — і у випадку їхньої відмови міг би позбавити їх свого священицького благословення та святих тайн.

## Наслідки
Незважаючи на всі зусилля, утопічні проекти на створення франкоканадської більшості у Канаді зазнали поразки. Подібно ж і не здійснилася мрія канадських націоналістів про двонаціональну Канаду, у котрій «народи-засновники» були б приблизно рівні за демографічно, економічно та політично. Франкоканадці перетворилися на меншину і їхня демографічна вага продовжує зменшуватися. Попри всі зусилля, відійшли фактично в історію «франкомовна Оттава» та «франкомовна Манітоба».
Проте «реванш колисок» дозволив зберегти франкомовну більшість у провінції Квебек, де етнічні квебекуа все ще становлять близько 80% населення. Також, «реванш» зашкодив асиміляції та маргіналізації акадійців, які сьогодні становлять третину населення провінції Нового Брансвіку, — і перетворили її на єдину офіційно двомовну провінцію Канади.

## Зовнішні посилання
Предок Ноель Сімар і реванш колисок : 14 дітей, 130 онуків (французькою)